# 禅守
禅守（ぜんしゅ、正慶2年/元弘3年（1333年） - 没年不詳）は、南北朝時代の皇族。花町宮邦省親王の第2王子。兄に花町宮廉仁王がいる。中院通冬の猶子。通称は僧正花町入道。

## 概要
真言宗仁和寺真光院の成助に師事する。大僧正となり、応永21年（1414年）には東寺長者・法務に任命された。